# Gora Belaja
Gora Belaja är ett berg i Antarktis. Det ligger i Östantarktis. Australien gör anspråk på området. Toppen på Gora Belaja är 793 meter över havet, eller 588 meter över den omgivande terrängen. Bredden vid basen är 2,7 km.
Terrängen runt Gora Belaja är varierad. Trakten är obefolkad. Det finns inga samhällen i närheten. 